# Sierra Blanca (Texas)
Sierra Blanca ist ein census-designated place und County Seat des Hudspeth County im US-Bundesstaat Texas. Das U.S. Census Bureau hat bei der Volkszählung 2020 eine Einwohnerzahl von 315 ermittelt.

## Geschichte
Der Ort wurde im Jahr 1881 mit dem Bau einer Eisenbahnlinie von Southern Pacific durch West-Texas gegründet. Erst ab 1914 konnte Sierra Blanca mehr als 350 Einwohner aufweisen. Der Name stammt von dem nordwestlich gelegenen Sierra Blanca Mountain.
Zwischen 1992 und 2001 deponierten hier die  New Yorker ihren Klärschlamm.

## Lage
Sierra Blanca liegt nordöstlich der Grenze zu Mexiko, direkt an der Interstate 10. Es befindet sich circa 53 Kilometer westlich der Stadt Van Horn und 141 Kilometer südöstlich von El Paso.

## Bevölkerung
Nach der Volkszählung von 2010 leben in Sierra Blanca derzeit 553 Menschen in 172 Haushalten. Dabei stellen Hispanics mit 73 % den größten Anteil dar.
Das Durchschnittsalter beträgt 45,9 Jahre, was den Durchschnitt von ganz Texas (34,3 Jahre) deutlich überschreitet. Im Jahr 2015 lag das mittlere Jahreseinkommen pro Haushalt mit circa 47.360 $ unterhalb des texasweiten Mittels.